# Maurice Pézard
Maurice Pézard (Reims, 27 mai 1876 - Ceyzériat, 7 octobre 1923) est un archéologue et assyriologue français.

## Biographie
Il fait l'École du Louvre et expose en 1905 un diplôme nommé Nouveaux faits grammaticaux d'après les collections chaldéennes du musée du Louvre.
Attaché à la mission de Suse (1909) puis attaché libre au Département des antiquités orientales du Musée du Louvre, il assiste Edmond Pottier et fouilles à Qadesh-Tell Nebi Mend (1921-1922).

## Travaux
- Un nouveau poids de l'époque Kassite, 1912
- Catalogue des antiquités de la Susiane au musée du Louvre, 1913
- La Céramique archaïque de l'islam, 1920
- Qadesh-Mission archéologique à Tell Nebi Mend. 1921-1922, Bibliothèque archéologique et historique du Service des antiquités de Syrie, 1931